# Rooibos
Rooibos (hay còn gọi là Hồng trà Nam Phi), tên khoa học Aspalathus linearis, là một loài thực vật có hoa trong họ Đậu. Loài này được (Burm.f.) R.Dahlgren miêu tả khoa học đầu tiên.

## Trồng và thu hoạch
Rooibos thường được trồng ở vùng Cederberg, một khu vực đồi núi nhỏ ở tỉnh Tây Cape của Nam Phi.

## Hình ảnh

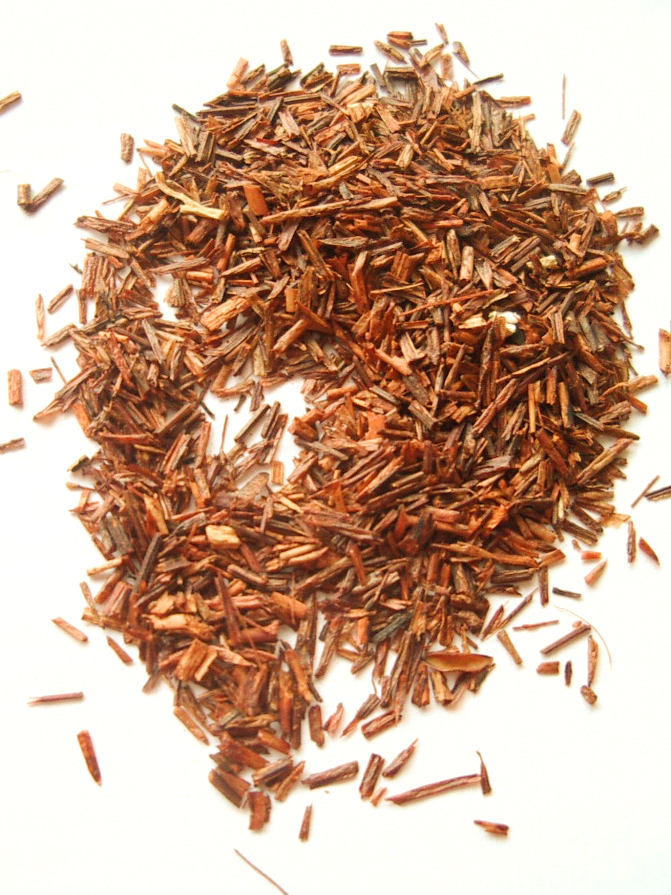
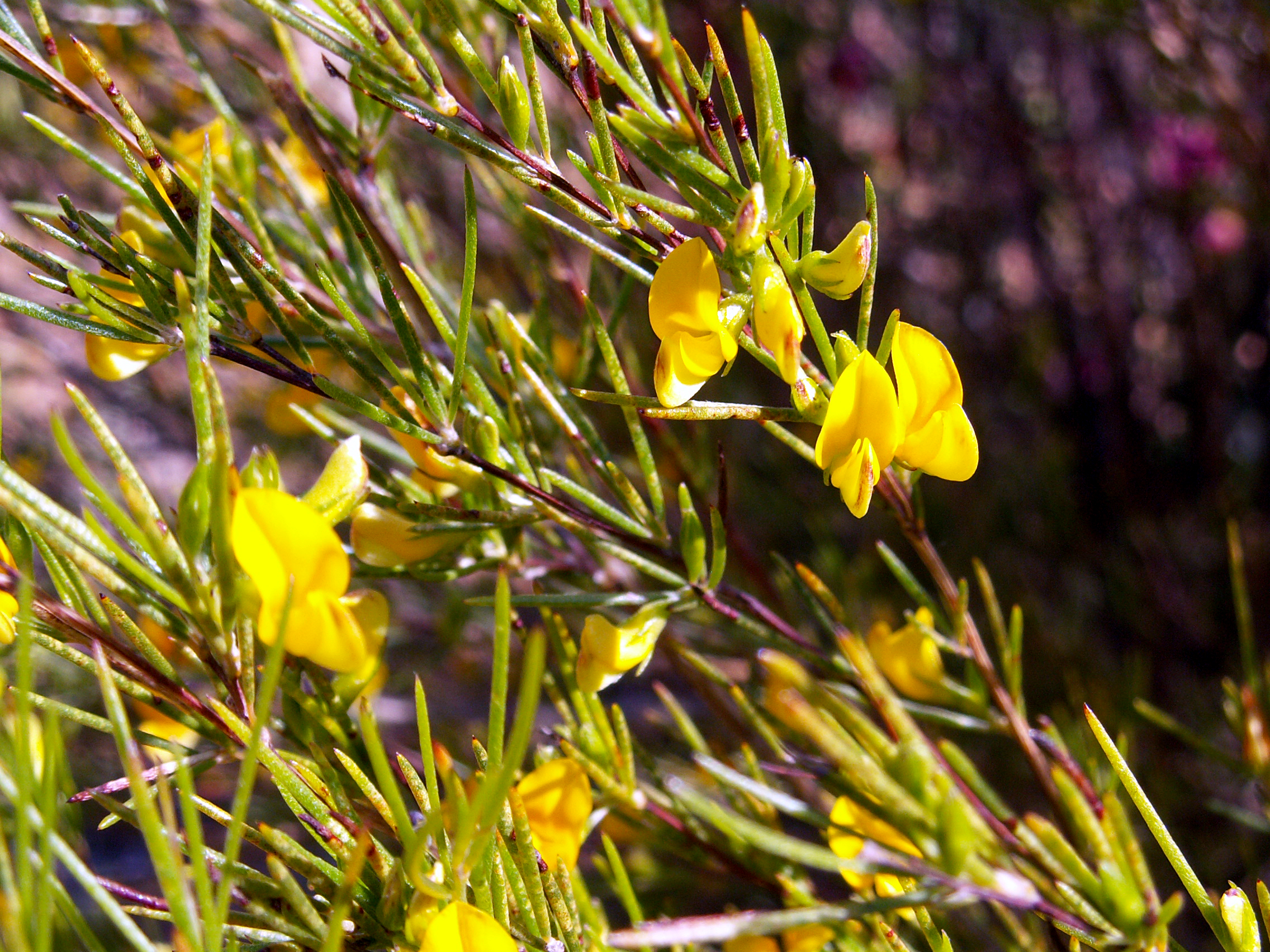
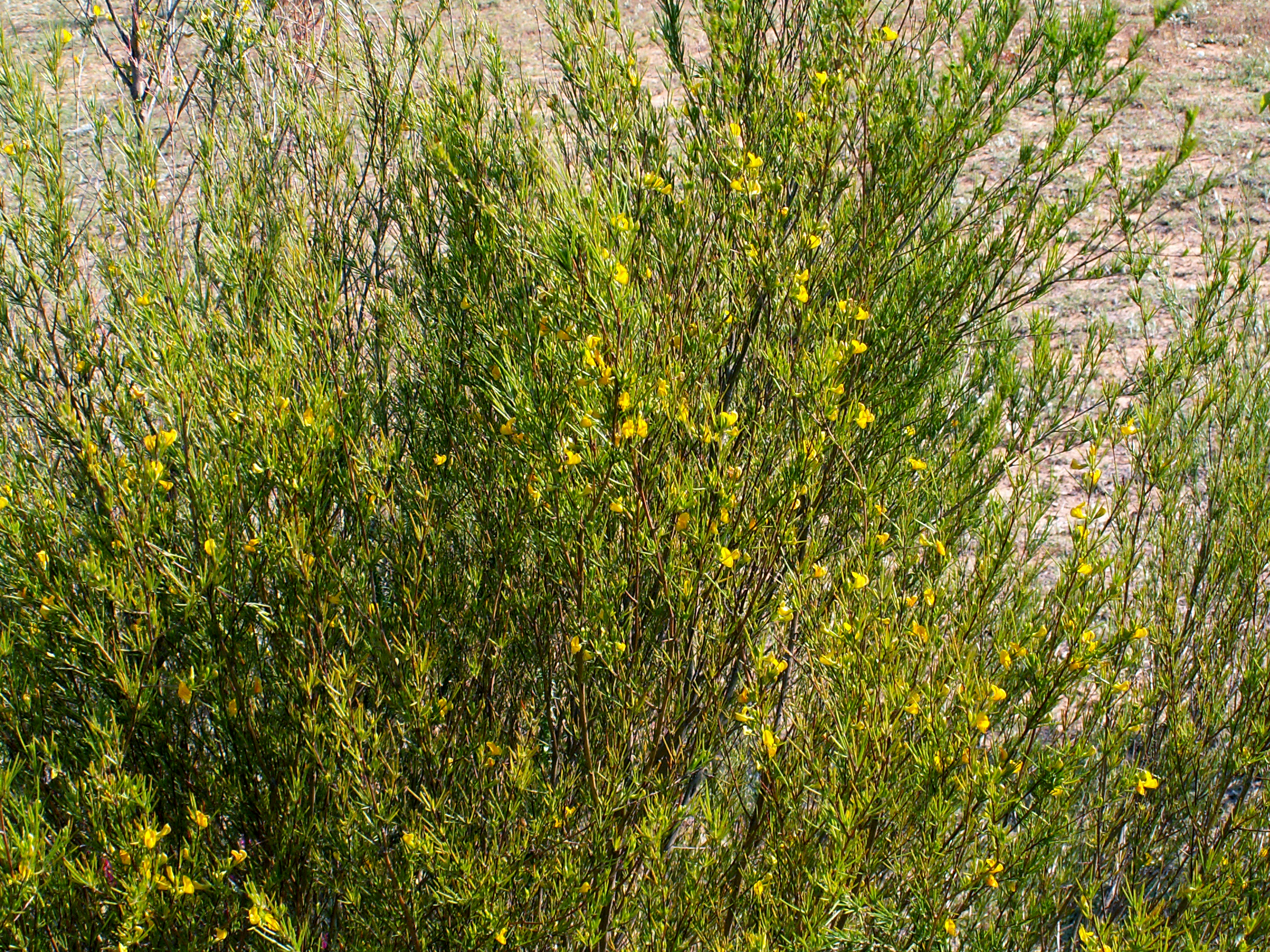
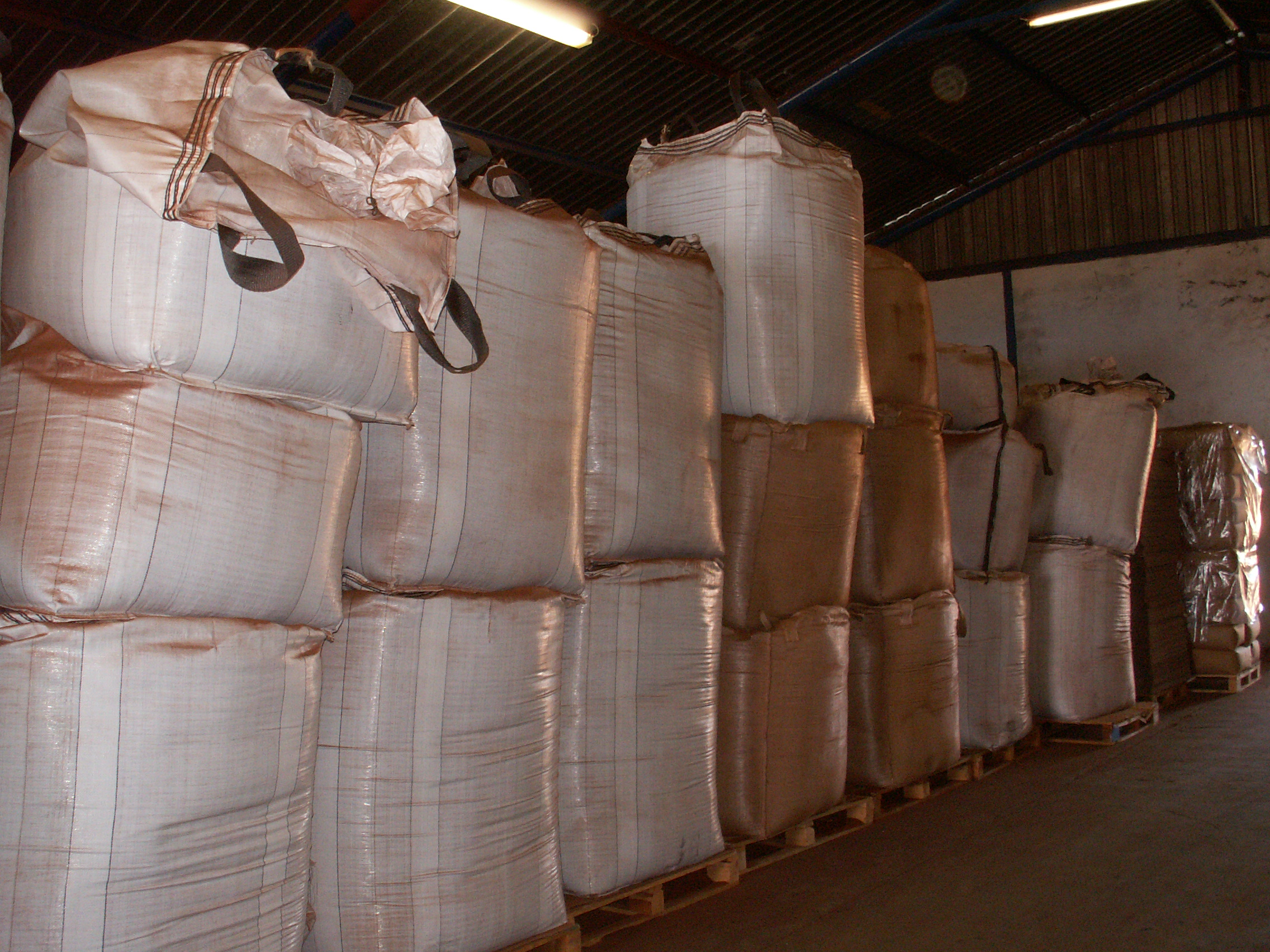